# 진흥초등학교
진흥초등학교는 대한민국 충청북도 청주시 흥덕구에 있는 초등학교다.

## 학교 연혁
- 1997.05.02 진흥초등학교 설립 인가
- 1999.09.01 진흥초등학교 14학급 편성 개교
- 2000.03.01 병설 유치원 2학급 개원
- 2003.08.31 교실 9실 증축
- 2004.12.24 교실 14실, 급식소 증축
- 2012.03.01~2014.2.28 충청북도교육청 지정 인권연구학교 운영
- 2014.03.01 제9대 오국진 교장선생님 부임
- 2015.02.17 제15회 졸업식(183명 졸업), 총 3,641명 졸업
- 2015.03.01 43학급 편성(특수학급 1학급)
- 2015.09.01.	제10대 이기복 교장 부임
- 2016.03.01.~2018.02.28.	교육실습협력학교 운영(한국교원대학교)
- 2018.01.09.	제18회 졸업식(161 졸업) 총4,137명 졸업
- 2018.03.01.	37학급 편성(특수학급 1학급)
- 2017. 03. 01	충북대·한국 교통대 교육실습협력학교 지정(2년)
- 2018. 02. 09	제32회 졸업식(졸업생 76명, 총 졸업생 수 7,062명)
- 2018. 03. 01	18대 이정순 교장 부임
- 2018. 03. 01  	20학급 편성(특수학급 포함) 한국교원대·교육실습협력학교 지정(2년) 다문화 예비학교 운영